# Maude Abbott
Maude Elizabeth Seymour Abbott (Saint-André-d'Argenteuil, 18 de março de 1869 - Montreal, 2 de setembro de 1940) foi uma médica, patologista, professora e escritora canadense, uma das primeiras mulheres formadas em medicina no Canadá e mundialmente conhecida como especialista em doenças cardíacas congênitas. Foi uma das primeiras mulheres formadas pela McGill University.

## Biografia
Maude nasceu na pequena cidade de Saint-André-d'Argenteuil, na província de Quebec, em 1869. Sua mãe morreu quando ela ainda era bebê e o pai abandonou a família logo em seguida. Junto de sua irmã, Alice, ela foi adotada legalmente por sua avó materna, na época com 62 anos. Maude era prima de John Abbott, terceiro primeiro-ministro do Canadá.

## Universidade
Depois de se formar no ensino médio, Maude foi aceita na McGill University, em Montreal, com uma bolsa de estudos, mesmo tendo sido rejeitada pela instituição um pouco antes. Recebeu seu bacharelado em 1890 e em 1894 o título de médica pela Bishop's University com honras e sendo a única mulher da turma. Foi premiada no exame final por ter tirado as melhores notas.
No final de 1894, ela abriu seu consultório em Montreal, dividindo seu tempo com o Hospital Royal Victoria, onde foi indicada e eleita como membro da sociedade de cirurgiões da cidade, sendo a primeira mulher da organização. Algum tempo depois, foi para Viena para concluir seus estudos de pós-graduação.
Em 1897, Maude abriu uma clínica dedicada a tratar de mulheres e crianças, onde conduziu pesquisa em diversas patologias. Maude se interessava pela origem da doença cardíaca, especialmente em bebês recém-nascidos. Seus estudos e dedicação aos estudos cardíacos elevaram seu nome internacionalmente como uma das autoridades em doenças cardíacas congênitas.
Em 1898, foi indicada como curadora do Museu de Patologia da McGill University, que hoje leva seu nome. Em 1905, ela foi convidada a escrever o capítulo "Doenças cardíacas congênitas" do livro System of Modern Medicine.
Em 1910, Maude ganhou um prêmio honorário da McGill University e tornou-se professora de patologia pela mesma instituição. Levaria ainda 8 anos para a universidade aceitar mulheres na faculdade de medicina. Após vários conflitos com o médico Horst Oërtel, ela deixou a universidade e aceitou um cargo na Women's Medical College, da Pensilvânia, em 1923. Apenas em 1925, Maude retornaria para a McGill University como professora assistente.
Maude era uma escritora prolífica, tendo redigido e publicado mais de 140 artigos e livros. Deu inúmeras palestras em universidades do mundo todo.

## Últimos anos
Fundou ainda a Federação de Médicas do Canadá, em 1924, uma organização que se comprometia com o avanço social, pessoal e profissional das mulheres na carreira médica. Em 1936, ela escreveu o Atlas da Doença Cardíaca Congênita, que ilustrava um novo sistema de classificação de doenças e descrevia vários registros de casos clínicos e de necropsias de pacientes com problemas cardíacos. No mesmo ano, Maude se aposentou.

## Morte
Maude morreu em 2 de setembro de 1940, em Montreal, aos 71 anos, depois de um AVC. Ela foi sepultada no cemitério da igreja de St. Andrews, em Montreal.